# 里弗斯利雨林無尾熊
里弗斯利雨林無尾熊是一種已滅絕的有袋類，與現存的無尾熊為近親，生存於中新世早期至中期（2,300萬至1,600萬年前）的昆士蘭州西北部地區，是目前雨林無尾熊屬下已知的單型種，與小無尾熊屬為姊妹群。里弗斯利雨林無尾熊是無尾熊科中體型最小的物種。在支序分類學分析上，雨林無尾熊屬屬於無尾熊科的基群。牠們絕種的原因是由於氣候變遷造成棲息地變得更為乾旱所導致。相較於現存的無尾熊，雨林無尾熊可能以更為多樣的食物為食，但具體的食性偏好則仍未知。

## 語源學
里弗斯利雨林無尾熊屬名「Nimiokoala」由拉丁文的Nimio（過多的）及Koala（無尾熊）組成，源自於其遠較現存無尾熊複雜的臼齒型態。種小名「greystanesi」則是來自一間位於澳洲南威爾斯的學校－格雷斯丹斯高中。中文名則是直接翻譯自英文名「Riversleigh Rainforest Koala」。

## 研究歷史
截至2013年於里弗斯利58個化石挖掘地中已發現了163具無尾熊的樣本，其中55具屬於里弗斯利雨林無尾熊，目前發現的化石部位包括部分顱骨、下顎骨以及牙齒。依據所發現的化石，科學家得以建構出牠們完整的齒式。里弗斯利雨林無尾熊命名於1997年，編號QMF30482樣本被作為正模標本，化石目前均保存於昆士蘭博物館。

## 描述
由於缺乏顱後骨架化石的發現，里弗斯利雨林無尾熊的體型係透過牙齒化石與現存物種比對大小後估算而成，體長約為25至30 cm（9.8至11.8英寸），體重約為3.5（7.7磅），體型約為現存無尾熊的三分之一，且約為目前已知體型最大的無尾熊科物種Phascolarctos yorkensis的十分之一。牠們的口鼻部較現存的無尾熊突出，類似於袋貂。牙齒屬月齒型臼齒，具有數個牙尖及較銳利的切割面。相較於其體型，牠們的顱骨具有非常大的眼眶及顳骨鼓室部。

## 行為與環境學
在中新世早期至中期，里弗斯利地區被常綠闊葉林所覆蓋，而於森林邊境、湖與溪流周遭則為喀斯特地形。當氣候逐漸變得乾燥時，包含里弗斯利雨林無尾熊在內的小型無尾熊物種也隨之絕種。
雨林無尾熊的小體型，意味著牠們需要更多的食物，加上較大的眼睛，代表牠們具有較好的夜間視力，綜合這些特徵顯示牠們是較現存無尾熊活躍的物種。牠們的顳骨鼓室部結構與現存無尾熊類似，這使得牠們同樣會對於較低頻的聲音敏感，可能與現存的無尾熊一樣會透過低頻的叫聲來互相溝通及吸引異性。